# Пушкари (Репкинский район)
Пушкари́ (укр. Пушкарі) — село в Репкинском районе Черниговской области Украины. Население 194 человека. Занимает площадь 1,16 км².
Код КОАТУУ: 7424488001. Почтовый индекс: 15052. Телефонный код: +380 4641.

## Власть
Орган местного самоуправления — Пушкарёвский сельский совет. Почтовый адрес: 15052, Черниговская обл., Репкинский р-н, с. Пушкари, ул. 1-го Мая, 29.